# Анрі Шарр'єр
Анрі́ Шарр'є́р (фр. Henri Charrière; 16 листопада 1906, Сент-Етьєнн-де-Люгдаре — 29 липня 1973, Мадрид, Іспанія) — французький письменник, відомий завдяки автобіографічному роману «Метелик», в якому описав свій арешт і неодноразові втечі з колонії у Французькій Ґвіані, а також його сиквелу «Ва-банк».

## Біографія
Анрі Шарр'єр народився в департаменті Ардеш. У нього були ще 2 старших сестри. Мати померла, коли йому було 11 років. 1923 року, у віці 17 років, Шарр'єр вступив у військово-морські сили Франції, де відслужив 2 роки. Після служби мешкав у Парижі, де жив із дрібної злочинності завдяки контактам із тамтешнім злочинним світом. Одружився, мав дочку.
1931 року його було фальшиво звинувачено у вбивстві, хоча підстрелений приятель назвав поліції ім'я вбивці — Папійон Роже (фр. Papillon Roger). Однак помилково звинувачення впало на Шарр'єра, що мав прізвисько Папійон Пус-купе (фр. Papillon Pouce-coupé). Після короткочасного перебування у Кані та Сен-Лорані-дю-Мароні його було переведено до колонії на Острові Диявола (біля Ґвіани у Південній Америці).
1933 року Шарр'єру з кількома іншими особами вдалося втекти через Тринідад і Кюрасао до Ріоачі в Колумбії. Однак його затримали і повернули до ув'язнення, звідки через кілька днів утік до колумбійської Ґуахіри. Його знову було заарештовано і ув'язнено в Санта-Марті, а пізніше — в Барранкільї. Ще кілька разів Шарр'єр тікав із ув'язнення, а остаточно його було звільнено 1945 року.
Після звільнення Шарр'єр мешкав у Венесуелі. Там він одружився з місцевою жінкою, яку звали Ритою, у них були діти. Шарр'єр був власником двох ресторанів у Каракасі та Маракайбо. Після публікації роману, він став знаменитим, його часто запрошували на місцеве телебачення. Потім повернувся у Францію. У 1969 році відвідав Париж з метою презентації власного роману «Метелик» (фр. Papillon), що став дуже популярним (у Франції було продано близько 1,5 мільйона його примірників). Згодом Анрі Шарр'єр написав «Ва-банк» — мемуари, в яких розповів про своє життя після звільнення. 
1973 року його перший роман екранізував режисер Франклін Шеффнер. Головні ролі в фільмі «Метелик» виконали Стів Макквін та Дастін Гоффман. В 2017 році на екрани вийшов однойменний римейк данського режисера Міхаеля Ноера (в головних ролях Чарлі Ганнем та Рамі Малек).
Помер у віці 66 років від раку горла.
Роман «Метелик» було перекладено українською.

## Видання
- роман «Метелик».